# Tim Gilissen
Tim Gilissen (* 4. Juni 1982 in Enschede, Overijssel) ist ein ehemaliger niederländischer Fußballspieler. Der Mittelfeldspieler wechselte 2007 aus der Eerste Divisie von den Go Ahead Eagles aus Deventer zu NAC Breda, für die er bis 2014 in der Eredivisie spielte. Im Jahr 2014 beendete er seine Karriere.

## Biographie
Gilissen begann beim SC Enschede, Fußball zu spielen. Von dort wurde er in die Jugendakademie von Heracles Almelo aufgenommen. Er gab sein Debüt in seiner Hauptkraft am 2. Mai 2003 und war zu dieser Zeit in der ersten Liga aktiv.
Gilissen wechselte 2005 zu Go Ahead Eagles Deventer. Er spielte zwei Spielzeiten. Vor Beginn der Saison 2007/08 übernahm ihn NAC Breda von Go Ahead Eagles.
Gilissen wurde 2012 für sein Engagement für soziale Projekte zum Social Player of the Year gewählt. Er erhielt einen Betrag von fünfzigtausend Euro, den er für Wohltätigkeitsorganisationen seiner Wahl ausgeben konnte. Gilissen finanzierte teilweise den Bau eines multifunktionalen Fußballfeldes (Soccer44-Feld) auf dem Gelände seines ersten Vereins, des Sportclubs Enschede.
Am 30. September 2014 gab Gilissen bekannt, dass er seine Karriere verlassen werde.

## Clubstatistik
| Saison  | Club            |
| ------- | --------------- |
| 2002/03 | Heracles Almelo |
| 2003/04 | Heracles Almelo |
| 2004/05 | Heracles Almelo |
| 2005/06 | Go Ahead Eagles |
| 2006/07 | Go Ahead Eagles |
| 2007/08 | NAC Breda       |
| 2008/09 | NAC Breda       |
| 2009/10 | NAC Breda       |
| 2010/11 | NAC Breda       |
| 2011/12 | NAC Breda       |
| 2012/13 | NAC Breda       |
| 2013/14 | NAC Breda       |

Quellen